# San José, Jonuta
San José är en ort i Mexiko.   Den ligger i kommunen Jonuta och delstaten Tabasco, i den sydöstra delen av landet, 700 km öster om huvudstaden Mexico City. San José ligger 4 meter över havet och antalet invånare är 767.
Terrängen runt San José är mycket platt. Runt San José är det glesbefolkat, med 20 invånare per kvadratkilometer. Närmaste större samhälle är Chichicastle 1ra. Sección, 14,5 km nordväst om San José. I omgivningarna runt San José växer huvudsakligen savannskog.